# Adalbert Dickhut
Adalbert Dickhut (Dortmund, 16 maggio 1923 – Rüsselsheim am Main, 5 aprile 1995) è stato un ginnasta tedesco.
Ha partecipato ai Giochi di Helsinki 1952, gareggiando nelle varie competizioni individuali ed a squadre.